# The Dark Side of the Moon
The Dark Side of the Moon (DSOTM) är ett konceptalbum från 1973 av det brittiska rockbandet Pink Floyd. Albumet tillhör bandets mest kända och uppskattade verk och är ett av de mest berömda inom genren progressiv rock. Det har sålts i 45 miljoner exemplar, vilket gör det till världens tredje mest sålda musikalbum. Det är det album som har legat längst på topplistan Billboard 200: totalt 889 veckor (drygt 17 år) 1973-1988, 2011 och 2014.
Albumet återfinns på plats 43 i magasinet Rolling Stones lista The 500 Greatest Albums of All Time. 1999 valdes Dark Side of the Moon in i Grammy Hall of Fame. Det finns också med i boken  1001 album du måste höra innan du dör.
Albumet gavs ut den 1 mars 1973 i USA och den 24 mars i Storbritannien. Bandet hade redan året innan turnerat med materialet under arbetsnamnet Eclipse. Albumets omslag, som designades av Hipgnosis och George Hardie, är svart med ett stort prisma i vilket en ljusstråle bryts upp till ett spektrum.

## Bakgrund
1971 gav Pink Floyd ut albumet Meddle och började repetera inför den uppföljande turnén. Under repetitionerna planerade bandet nytt material för ett album. Roger Waters föreslog att albumet kunde bli en del av turnén och att det skulle handla om saker som gör folk tokiga, med fokus på bandets egna upplevelser och den forne bandmedlemmen Syd Barretts mentala ohälsa. Alla bandmedlemmarna uppskattade idén med ett konceptalbum.
Albumet fick den provisoriska titeln The Dark Side of the Moon, ’Månens mörka sida’, en referens till galenskap (jämför mångalen). Det kom dock fram att ett annat brittiskt band, Medicine Head, redan hade valt den titeln för sitt album, så Pink Floyd valde i stället titeln Eclipse ("Förmörkelse").
Bandet premiärspelade materialet den 20 januari 1972 på The Dome i Brighton. När Medicine Heads album inte sålde bra byttes Eclipse tillbaka till The Dark Side of the Moon. Med undertiteln A Piece for Assorted Lunatics ("Ett stycke för blandade galningar") framfördes det den 17 februari 1972 för pressjournalister på Rainbow Theatre i London. Omdömena var redan från början mestadels positiva.
Bandet turnerade större delen av 1972 med The Dark Side of the Moon i Storbritannien, Västeuropa, Nordamerika och Japan. Under en paus i turnén mellan 24 maj och 25 juni reste de till studion Abbey Road Studios och spelade in delar av albumet, men inte förrän den 9 januari året därpå avslutade de arbetet.

## Musikalisk stil
Albumet är starkt influerat av fusion.

## Kulturell påverkan
Musiken har använts som psykedeliskt soundtrack till filmen om Trollkarlen från Oz. Filmen kallas då The Dark Side of the Rainbow, eller The Dark Side of Oz. Om man startar skivan samtidigt som Metro-Goldwyn-Mayers lejon ryter för tredje gången, ska enligt vandringssägnen ett hundratal händelser i filmen visa sig vara synkrona med inledningar av vissa spår, taktväxlingar, solon eller andra händelser på skivan. 
De flesta bandmedlemmarna avfärdar detta som rent nonsens eller som en slump. I en intervju sade Nick Mason skämtsamt att det var fel film; det skulle i stället vara Sound of Music som är synkron med albumet.

## Kuriosa
År 2006 gjordes en dokumentär om inspelningen av albumet i serien Classic Albums.

## Låtlista
Alla texter är skrivna av Roger Waters.
| Nr     | Titel                    | Musik                                                   | Längd  |
| Sida A | Sida A                   | Sida A                                                  | Sida A |
| ------ | ------------------------ | ------------------------------------------------------- | ------ |
| 1      | Speak to Me              | Nick Mason                                              | 1.11   |
| 2      | Breathe                  | David Gilmour, Nick Mason, Roger Waters, Richard Wright | 2.49   |
| 3      | On the Run               | David Gilmour, Roger Waters                             | 3.35   |
| 4      | Time                     | David Gilmour, Nick Mason, Roger Waters, Richard Wright | 7.05   |
| 5      | The Great Gig in the Sky | Richard Wright, Clare Torry                             | 4.44   |
| Sida B |                          |                                                         |        |
| 1      | Money                    | Roger Waters                                            | 6.32   |
| 2      | Us and Them              | Roger Waters, Richard Wright                            | 7.41   |
| 3      | Any Colour You Like      | David Gilmour, Nick Mason, Richard Wright               | 3.26   |
| 4      | Brain Damage             | Roger Waters                                            | 3.51   |
| 5      | Eclipse                  | Roger Waters                                            | 2.03   |

### Singlar
Två singlar släpptes från albumet. Den första släpptes i juni 1973 och bestod av Money på A-sidan och Any Colour You Like på B-sidan. Den andra släpptes den 4 februari 1974 med Time på A-sidan och Us and Them på B-sidan.

## Medverkande
- Roger Waters - Bas, elgitarr, keyboards, sång, VCS 3 Synthesizer och ljudeffekter
- David Gilmour - Gitarr, keyboards, sång och VCS 3 Synthesizer
- Richard Wright - Keyboards sång och VCS 3 Synthesizer
- Nick Mason - Trummor, slagverk och ljudeffekter
- Lesley Duncan - Bakgrundssång
- Doris Troy - Bakgrundssång
- Dick Parry - Saxofon
- Barry St. John - Bakgrundssång
- Liza Strike - Bakgrundssång
- Clare Torry - Sång ("The Great Gig in the Sky")

## Listplaceringar
| Lista (1973)   | Position            |
| -------------- | ------------------- |
| Australien     | 3 (Go Set)          |
| Danmark        | 4                   |
| Finland        | 3                   |
| Kanada         | 1 (RPM)             |
| Nederländerna  | 2                   |
| Norge          | 2 (VG-lista)        |
| Storbritannien | 2 (UK Albums Chart) |
| Sverige        | 8 (Kvällstoppen)    |
| USA            | 1 (Billboard 200)   |
| Västtyskland   | 3                   |
| Österrike      | 1                   |